# Liste der Nummer-eins-Hits in Italien (1967)
Diese Liste der Nummer-eins-Hits basiert auf den Charts des italienischen Musikmagazins Musica e dischi im Jahr 1967. Es gab in diesem Jahr 15 Nummer-eins-Singles und fünf Nummer-eins-Alben.

## Singles
| ← 1966 ← | Liste der Nummer-eins-Hits in Italien (M&D) | Liste der Nummer-eins-Hits in Italien (M&D) | Liste der Nummer-eins-Hits in Italien (M&D)                                | 1968 → |
| \| Zeitraum \| Wo. ges. \| Interpret \| Titel Autor(en) \| Zusätzliche Informationen \| \| (Zeitraum, Wochen auf Platz eins, Interpret, Titel, Autor[en], zusätzliche Informationen) \| \| \| \| \| \| ----------------------------------------------------------------------------------------- \| -------- \| ----------------- \| -------------------------------------------------------------------------- \| ----------------------------------------------------------------------------------------------------------------------------------------------------------------------------------------------------------------------------------------------------------------------------------------------------------------------- \| \| 51. Woche 1966 – 3. Woche 1967 5 Wochen \| 5 \| The Rokes \| È la pioggia che va Bob Lind, Mogol \| Es handelt sich um eine italienische Version des Liedes Remember the Rain von Bob Lind. \| \| 4. Woche 1 Woche \| 1 \| Gianni Morandi \| Se perdo anche te Antonio Bazzocchi, Franco Migliacci, Neil Diamond \| Das Lied ist eine italienischsprachige Coverversion von Neil Diamonds Solitary Man und wurde als B-Seite des ebenfalls sehr erfolgreichen Liedes C’era un ragazzo che come me amava i Beatles e i Rolling Stones veröffentlicht, das Morandi zusammen mit Mauro Lusini beim Festival delle Rose 1966 präsentiert hatte. \| \| 5.–6. Woche 2 Wochen \| 2 \| I Giganti \| Proposta Albula, Giordano Bruno Martelli \| Nach einem dritten Platz beim Sanremo-Festival des Jahres, dort zusammen mit der irischen Band The Bachelors präsentiert, stieg der Beatsong direkt auf Platz eins ein. \| \| 7.–15. Woche 9 Wochen \| 9 \| Little Tony \| Cuore matto Armando Ambrosino, Totò Savio \| Von Little Tony und Mario Zelinotti gesungen, konnte das Lied beim Sanremo-Festival lediglich Platz 10 (von 14) erreichen, schaffte es im Anschluss jedoch auf Platz eins der Singlecharts. \| \| 16.–19. Woche 4 Wochen \| 4 \| Gianni Morandi \| Un mondo d’amore Franco Migliacci, Sante Maria Romitelli, Bruno Zambrini \| – \| \| 20.–23. Woche 4 Wochen \| 4 \| Equipe 84 \| 29 settembre Lucio Battisti, Mogol \| Das Lied stellte den ersten Nummer-eins-Hit des erfolgreichen Songwriterduos Battisti/Mogol dar. \| \| 24.–25. Woche 2 Wochen \| 2 \| Fausto Leali \| A chi Al Jacobs, Jimmie Crane, Mogol \| Mit einem Cover des Liedes Hurt, erstmals gesungen 1954 von Roy Hamilton, 1960 auch von Timi Yuro, erreichte Leali erstmals die Spitze der Singlecharts. \| \| 26.–27. Woche 2 Wochen \| 2 \| Rocky Roberts \| Stasera mi butto Antonio Amurri, Bruno Camurri \| Mit dem Titelsong des gleichnamigen italienischen Films schaffte der US-amerikanische Sänger und Schauspieler, der selbst im Film mitspielte, einen Nummer-eins-Hit. \| \| 28.–32. Woche 5 Wochen \| 5 \| Adriano Celentano \| La coppia più bella del mondo Paolo Conte, Luciano Beretta, Miki Del Prete \| Das Liebeslied ist ein Duett zwischen Celentano und seiner Frau Claudia Mori. \| \| 33.–37. Woche 5 Wochen \| 5 \| Al Bano \| Nel sole Albano Carrisi, Pino Massara, Vito Pallavicini \| Nach einem sechsten Platz beim Wettbewerb Un disco per l’estate 1967 gelang Al Bano der Sprung an die Chartspitze. \| \| 38.–42. Woche 5 Wochen \| 5 \| Procol Harum \| A Whiter Shade of Pale Gary Brooker, Matthew Fisher, Keith Reid \| – \| \| 43.–45. Woche 3 Wochen \| 3 \| Nico e i Gabbiani \| Parole Giulio Prestigiacomo, Romualdo Friggieri \| Obwohl als B-Seite veröffentlicht, entwickelte sich das Lied der sizilianischen Beatgruppe zum Hit. \| \| 46.–47. Woche 2 Wochen \| 2 \| Dik Dik \| Senza luce Gary Brooker, Matthew Fisher, Keith Reid, Mogol \| Nur wenige Wochen nach dem Original erreichte die italienische Coverversion von A Whiter Shade of Pale ebenfalls die Nummer eins. \| \| 48.–50. Woche 3 Wochen \| 3 \| Dalida \| Mama Jacques Monty, Sonny Bono \| Es handelt sich um eine Coverversion des Cher-Liedes Mama (When My Dollies Have Babies). \| \| 51. Woche 1967 – 4. Woche 1968 7 Wochen (insgesamt 7) \| 7 \| Camaleonti \| L’ora dell’amore Gary Brooker, Keith Reid, Daniele Pace \| Die italienische Version des Liedes Homburg von Procol Harum wurde ein Nummer-eins-Hit. \| |                                             |                                             |                                                                            | |
| ← 1966 |                                             |                                             |                                                                            | → 1968 → |
| Zeitraum | Wo. ges.                                    | Interpret                                   | Titel Autor(en)                                                            | Zusätzliche Informationen |
| (Zeitraum, Wochen auf Platz eins, Interpret, Titel, Autor[en], zusätzliche Informationen) |                                             |                                             |                                                                            | |
| 51. Woche 1966 – 3. Woche 1967 5 Wochen | 5                                           | The Rokes                                   | È la pioggia che va Bob Lind, Mogol                                        | Es handelt sich um eine italienische Version des Liedes Remember the Rain von Bob Lind. |
| 4. Woche 1 Woche | 1                                           | Gianni Morandi                              | Se perdo anche te Antonio Bazzocchi, Franco Migliacci, Neil Diamond        | Das Lied ist eine italienischsprachige Coverversion von Neil Diamonds Solitary Man und wurde als B-Seite des ebenfalls sehr erfolgreichen Liedes C’era un ragazzo che come me amava i Beatles e i Rolling Stones veröffentlicht, das Morandi zusammen mit Mauro Lusini beim Festival delle Rose 1966 präsentiert hatte. |
| 5.–6. Woche 2 Wochen | 2                                           | I Giganti                                   | Proposta Albula, Giordano Bruno Martelli                                   | Nach einem dritten Platz beim Sanremo-Festival des Jahres, dort zusammen mit der irischen Band The Bachelors präsentiert, stieg der Beatsong direkt auf Platz eins ein. |
| 7.–15. Woche 9 Wochen | 9                                           | Little Tony                                 | Cuore matto Armando Ambrosino, Totò Savio                                  | Von Little Tony und Mario Zelinotti gesungen, konnte das Lied beim Sanremo-Festival lediglich Platz 10 (von 14) erreichen, schaffte es im Anschluss jedoch auf Platz eins der Singlecharts. |
| 16.–19. Woche 4 Wochen | 4                                           | Gianni Morandi                              | Un mondo d’amore Franco Migliacci, Sante Maria Romitelli, Bruno Zambrini   | – |
| 20.–23. Woche 4 Wochen | 4                                           | Equipe 84                                   | 29 settembre Lucio Battisti, Mogol                                         | Das Lied stellte den ersten Nummer-eins-Hit des erfolgreichen Songwriterduos Battisti/Mogol dar. |
| 24.–25. Woche 2 Wochen | 2                                           | Fausto Leali                                | A chi Al Jacobs, Jimmie Crane, Mogol                                       | Mit einem Cover des Liedes Hurt, erstmals gesungen 1954 von Roy Hamilton, 1960 auch von Timi Yuro, erreichte Leali erstmals die Spitze der Singlecharts. |
| 26.–27. Woche 2 Wochen | 2                                           | Rocky Roberts                               | Stasera mi butto Antonio Amurri, Bruno Camurri                             | Mit dem Titelsong des gleichnamigen italienischen Films schaffte der US-amerikanische Sänger und Schauspieler, der selbst im Film mitspielte, einen Nummer-eins-Hit. |
| 28.–32. Woche 5 Wochen | 5                                           | Adriano Celentano                           | La coppia più bella del mondo Paolo Conte, Luciano Beretta, Miki Del Prete | Das Liebeslied ist ein Duett zwischen Celentano und seiner Frau Claudia Mori. |
| 33.–37. Woche 5 Wochen | 5                                           | Al Bano                                     | Nel sole Albano Carrisi, Pino Massara, Vito Pallavicini                    | Nach einem sechsten Platz beim Wettbewerb Un disco per l’estate 1967 gelang Al Bano der Sprung an die Chartspitze. |
| 38.–42. Woche 5 Wochen | 5                                           | Procol Harum                                | A Whiter Shade of Pale Gary Brooker, Matthew Fisher, Keith Reid            | – |
| 43.–45. Woche 3 Wochen | 3                                           | Nico e i Gabbiani                           | Parole Giulio Prestigiacomo, Romualdo Friggieri                            | Obwohl als B-Seite veröffentlicht, entwickelte sich das Lied der sizilianischen Beatgruppe zum Hit. |
| 46.–47. Woche 2 Wochen | 2                                           | Dik Dik                                     | Senza luce Gary Brooker, Matthew Fisher, Keith Reid, Mogol                 | Nur wenige Wochen nach dem Original erreichte die italienische Coverversion von A Whiter Shade of Pale ebenfalls die Nummer eins. |
| 48.–50. Woche 3 Wochen | 3                                           | Dalida                                      | Mama Jacques Monty, Sonny Bono                                             | Es handelt sich um eine Coverversion des Cher-Liedes Mama (When My Dollies Have Babies). |
| 51. Woche 1967 – 4. Woche 1968 7 Wochen (insgesamt 7) | 7                                           | Camaleonti                                  | L’ora dell’amore Gary Brooker, Keith Reid, Daniele Pace                    | Die italienische Version des Liedes Homburg von Procol Harum wurde ein Nummer-eins-Hit. |

## Alben
| ← 1966 ← | Liste der Nummer-eins-Alben in Italien (M&D) | Liste der Nummer-eins-Alben in Italien (M&D) | Liste der Nummer-eins-Alben in Italien (M&D) | 1968 → |
| \| Zeitraum \| Mt. ges. \| Interpret \| Titel \| Zusätzliche Informationen \| \| (Zeitraum, Monate auf Platz eins, Interpret, Titel, zusätzliche Informationen) \| \| \| \| \| \| ------------------------------------------------------------------------------ \| -------- \| ------------------------ \| ------------------------------------- \| --------------------------------------------------------------------------------------------------------------------------- \| \| Dezember 1966 – Januar 1967 2 Monate \| 2 \| Frank Sinatra \| Strangers in the Night \| – \| \| Februar 1967 – März 1967 2 Monate \| 2 \| Verschiedene Interpreten \| Le canzoni di Sanremo ’67 \| Die Kompilation zum Sanremo-Festival 1967 des Labels Fonit-Cetra konnte die Chartspitze erreichen. \| \| April 1967 – Mai 1967 2 Monate \| 2 \| Verschiedene Interpreten \| Dr. Zhivago (Soundtrack) \| Der Soundtrack zum Film Doktor Schiwago von 1965 mit der Oscar-prämierten Musik von Maurice Jarre war weltweit erfolgreich. \| \| Juni 1967 – November 1967 6 Monate \| 6 \| The Beatles \| Sgt. Pepper’s Lonely Hearts Club Band \| – \| \| Dezember 1967 1 Monat \| 1 \| Mina \| Sabato sera. Studio Uno 1967 \| – \| |                                              |                                              |                                              | |
| ← 1966 |                                              |                                              |                                              | → 1968 → |
| Zeitraum | Mt. ges.                                     | Interpret                                    | Titel                                        | Zusätzliche Informationen                                                                                                   |
| (Zeitraum, Monate auf Platz eins, Interpret, Titel, zusätzliche Informationen) |                                              |                                              |                                              | |
| Dezember 1966 – Januar 1967 2 Monate | 2                                            | Frank Sinatra                                | Strangers in the Night                       | – |
| Februar 1967 – März 1967 2 Monate | 2                                            | Verschiedene Interpreten                     | Le canzoni di Sanremo ’67                    | Die Kompilation zum Sanremo-Festival 1967 des Labels Fonit-Cetra konnte die Chartspitze erreichen.                          |
| April 1967 – Mai 1967 2 Monate | 2                                            | Verschiedene Interpreten                     | Dr. Zhivago (Soundtrack)                     | Der Soundtrack zum Film Doktor Schiwago von 1965 mit der Oscar-prämierten Musik von Maurice Jarre war weltweit erfolgreich. |
| Juni 1967 – November 1967 6 Monate | 6                                            | The Beatles                                  | Sgt. Pepper’s Lonely Hearts Club Band        | – |
| Dezember 1967 1 Monat | 1                                            | Mina                                         | Sabato sera. Studio Uno 1967                 | – |

## Jahreshitparaden
| ← 1966 ← | Liste der Jahres-Nummer-eins-Hits in Italien (M&D) | Liste der Jahres-Nummer-eins-Hits in Italien (M&D)            | Liste der Jahres-Nummer-eins-Hits in Italien (M&D) | 1968 →   |
| \| Singles \| Position# \| Alben \| \| -------------------------------------------------------------------------------------------- \| --------- \| ------------------------------------------------------------- \| \| A chi Fausto Leali Al Jacobs, Jimmie Crane, Mogol \| 1 \| Sgt. Pepper’s Lonely Hearts Club Band The Beatles \| \| L’immensità Johnny Dorelli Detto Mariano, Don Backy, Mogol \| 2 \| Sabato sera. Studio Uno 1967 Mina \| \| Un mondo d’amore Gianni Morandi Franco Migliacci, Sante Maria Romitelli, Bruno Zambrini \| 3 \| Ci vuole poco Rita Pavone \| \| Nel sole Al Bano Albano Carrisi, Pino Massara, Vito Pallavicini \| 4 \| Dr. Zhivago (Soundtrack) Verschiedene Interpreten \| \| Winchester Cathedral The New Vaudeville Band Geoff Stephens \| 5 \| Luigi Tenco \| \| 29 settembre Equipe 84 Lucio Battisti, Mogol \| 6 \| Per quando noi non ci saremo Nomadi \| \| Stasera mi butto Rocky Roberts Antonio Amurri, Bruno Camurri \| 7 \| Che mondo strano The Rokes \| \| La coppia più bella del mondo Adriano Celentano Paolo Conte, Luciano Beretta, Miki Del Prete \| 8 \| Le canzoni dello Zecchino d’Oro 1967 Verschiedene Interpreten \| \| Lara’s Theme from “Dr. Zhivago” Bob Mitchell Maurice Jarre \| 9 \| Sabato sera Rocky Roberts & the Airedales \| \| Cuore matto Little Tony Armando Ambrosino, Totò Savio \| 10 \| Gianni tre Gianni Morandi \| |                                                    |                                                               |                                                    |          |
| ← 1966 |                                                    |                                                               |                                                    | → 1968 → |
| Singles | Position#                                          | Alben                                                         |                                                    |          |
| A chi Fausto Leali Al Jacobs, Jimmie Crane, Mogol | 1                                                  | Sgt. Pepper’s Lonely Hearts Club Band The Beatles             |                                                    |          |
| L’immensità Johnny Dorelli Detto Mariano, Don Backy, Mogol | 2                                                  | Sabato sera. Studio Uno 1967 Mina                             |                                                    |          |
| Un mondo d’amore Gianni Morandi Franco Migliacci, Sante Maria Romitelli, Bruno Zambrini | 3                                                  | Ci vuole poco Rita Pavone                                     |                                                    |          |
| Nel sole Al Bano Albano Carrisi, Pino Massara, Vito Pallavicini | 4                                                  | Dr. Zhivago (Soundtrack) Verschiedene Interpreten             |                                                    |          |
| Winchester Cathedral The New Vaudeville Band Geoff Stephens | 5                                                  | Luigi Tenco                                                   |                                                    |          |
| 29 settembre Equipe 84 Lucio Battisti, Mogol | 6                                                  | Per quando noi non ci saremo Nomadi                           |                                                    |          |
| Stasera mi butto Rocky Roberts Antonio Amurri, Bruno Camurri | 7                                                  | Che mondo strano The Rokes                                    |                                                    |          |
| La coppia più bella del mondo Adriano Celentano Paolo Conte, Luciano Beretta, Miki Del Prete | 8                                                  | Le canzoni dello Zecchino d’Oro 1967 Verschiedene Interpreten |                                                    |          |
| Lara’s Theme from “Dr. Zhivago” Bob Mitchell Maurice Jarre | 9                                                  | Sabato sera Rocky Roberts & the Airedales                     |                                                    |          |
| Cuore matto Little Tony Armando Ambrosino, Totò Savio | 10                                                 | Gianni tre Gianni Morandi                                     |                                                    |          |